# Lycée Isidora-Sekulić de Novi Sad
Pour les articles homonymes, voir Sekulić.
Le lycée Isidora-Sekulić de Novi Sad (en serbe cyrillique : Гимназија Исидора Секулић у Новом Саду ; en serbe latin : Gimnazija Isidora Sekulić u Novom Sadu) est l'un des quatre lycées de Novi Sad, la capitale de la Voïvodine, en Serbie. Il a été créé en 1990 et est situé au 2 rue Vladike Platona, dans le quartier de Stari grad.